# 尼蘭體育場
尼蘭體育場（Neyland Stadium）是一座位於美国田納西州諾克斯維爾的體育場，它主要作為田納西州志願者的主場，也用於舉辦大型會議，並且曾經是國家美式橄欖球聯盟比賽的舉辦地。體育場的官方容量為101,915人，於1921年建成，最初名為希爾茲-沃特金斯球場（Shields–Watkins Field），經歷十六次擴建項目 ，在某一時期達到104,079人的容量，之後在接下來的十年中因改建而略微減少。尼蘭體育場是美國第六大體育場，世界第八大體育場，以及東南聯盟第二大體育場。這個體育場是以羅伯特·尼蘭（Robert Neyland）的名字命名的，他在1926年至1952年間曾三度擔任田納西大學的美式足球主教練。

## 外部連結
- 官方网站